# Luis Ruiz Suárez
Luis Ruiz Suárez, SJ, auch (Kantonesische Sprache): 陸毅神父 (Luk Ngai), (* 21. September 1913 in Gijón, Asturien; † 26. Juli 2011 in Macau) war ein spanischer Jesuit und Missionar. Er wurde als „Engel von Macao“ bezeichnet.

## Leben
Luis Ruiz Suárez trat nach Schulbesuch bei den La-Salle-Brüdern in Cimadevilla 1930 der Ordensgemeinschaft der Gesellschaft Jesu in Salamanca bei. Nach der Auflösung und Vertreibung des Jesuitenordens in Spanien 1932 studierte er Geisteswissenschaften und Philosophie im belgischen Marneffe. 1937 übernahm er die Leitung des Jesuitenkollegs Colegio de Belén in Havanna, Kuba, wo einer seiner Schüler Fidel Castro war.
Ab 1941 war er in China tätig, unterbrochen von dem Zweiten Japanisch-Chinesischen Krieg, wo er Chinesisch und Theologie studierte. 1945 erhielt er dort die Priesterweihe und war Englischlehrer in Anking.
Nach dem Sieg von Mao Zedong und Chiang Kai-shek im chinesischen Bürgerkrieg von 1945 bis 1950 und dessen Machtübernahme 1951 wurde er inhaftiert und nach Typhuserkrankung über Hongkong in die portugiesische Kolonie Macau abgeschoben. Nach der Eingliederung Macaos in die chinesische Volksrepublik 1969 hielt er sich illegal auf. Er gründete im Jahr 1970 Caritas Macao.
Luis Ruiz gründete 1984 den „Casa Ricci Social Service CRSS“ und war bis 2002 Leiter der Sozialeinrichtung. Casa Ricci betreut Lepradörfer in China, Vietnam und Myanmar und engagiert sich neben der gesundheitlichen Fürsorge auch wirtschaftlich für die betroffenen Familien. In den letzten Jahren fokussierte Luis Ruiz sich auch für die HIV-Infizierten und AIDS-Kranken.
Er wurde für sein Engagement mit der Medaille des Ordens für zivile Verdienste der Regierung von Macao, dem Ritterkreuz des spanischen Orden de Isabel la Católica und dem portugiesischen Verdienstorden ausgezeichnet.